# Мараскијата (Белуно)
Мараскијата (итал. Maraschiata) је насеље у Италији у округу Белуно, региону Венето.
Према процени из 2011. у насељу је живело 9 становника. Насеље се налази на надморској висини од 1004 м.